# Pieter Jan Leeuwerink
Pieter Jan Leeuwerink (ur. 10 lutego 1962 w Wormer, w gminie Wormerland, zm. 27 września 2004 w Capelle aan den IJssel) – holenderski siatkarz, następnie trener.
W latach 1985–1989 wystąpił w 187 meczach reprezentacji Holandii (m.in. na Igrzyskach Olimpijskich w roku 1988 w Seulu), jednocześnie grał w klubach VC Wormer, Compaen i Brother/Martinus. Po zakończeniu kariery zawodniczej był przez 8 lat trenerem w klubie Alcom/Capelle, następnie w Rijmond Voleybal. Współtwórca wieloletniego planu szkoleniowego, opartego na regularnych startach reprezentacji Holandii w imprezach międzynarodowych najwyższej rangi, co zaowocowało złotem olimpijskim na igrzyskach w Atlancie (1996).